# 북아일랜드 집행부
북아일랜드 집행부(Northern Ireland Executive)는 북아일랜드의 자치 정부이자 입법부인 북아일랜드 의회의 행정부이다. 북아일랜드 의회에 책임이 있으며 벨파스트 조약에 따른 1998년 북아일랜드법에 따라 설립되었다. 의회 내에서는 행정부를 집행위원회 (Executive Commitee)로 칭하며, 협의주의 정부의 대표적인 예로 꼽힌다.
북아일랜드 집행부는 총리와 부총리, 그리고 직무과 소관별로 갈리는 다수의 장관으로 구성된다. 의회의 다수당이 집행부 내 대다수의 장관을 임명하나 법무장관만은 예외로 모든 정당의 표결을 거쳐 선출된다. 스코틀랜드 정부와 웨일스 정부에 이어 영국의 세 자치정부 중 하나다.

## 부처
2016년 5월 9일자으로 북아일랜드 집행부의 각 부처와 장관수가 감축되어 현재 남아있는 부처는 다음과 같다.
- 내무부
- 농업환경지방부
- 지역사회부
- 교육부
- 경제부
- 재정부
- 보건부
- 사회기반시설부
- 법무부

변동 사항은 다음과 같다.
통합 개명
- 총리실과 부총리실은 내무부로 변경
- 농업지방개발부는 농업환경지방부로 변경
- 기업무역투자부는 경제부로 변경
- 재정인사부는 재정부로 변경
- 보건사회복지치안부는 보건부로 변경
- 지역개발부는 사회기반시설부로 변경
- 사회발전부는 지역사회부로 변경

폐지
- 문화예술레저부
- 환경부
- 고용교육부

## 같이 보기
- 영국의 자치정부
- 총리와 부총리
- 영국의 정부 지출
- 역대 북아일랜드 집행부 목록